# Anisomeridium macrocarpum
Anisomeridium macrocarpum är en lavart som först beskrevs av Körb., och fick sitt nu gällande namn av V. Wirth. Anisomeridium macrocarpum ingår i släktet Anisomeridium och familjen Monoblastiaceae.   Inga underarter finns listade i Catalogue of Life.